# E-Type
Мартин Эрикссон (швед. Martin Eriksson), известный под псевдонимом E-Type (род. 27 августа 1965, Уппсала, Швеция) — шведский певец и музыкант. Добился известности в 1990-е годы как сольный артист в жанре евродэнс, выпустив шесть альбомов, но постепенно его популярность сошла на нет. С 2022 года возглавляет метал-группу Dampf.

## Биография

### Ранние годы
Его отец Бу (Боссе) Густаф Эрикссон — журналист, писатель и продюсер шведского телевидения. Мать зовут Элизабет, а сестру — Эрика.
Мартин Эрикссон музыкальную карьеру начал рано. Сначала он был барабанщиком в рок-группе под названием Maninnya Blade, которая распалась в 1988 году (была воссоздана в 2004 году, но уже в новом составе). Несколько бывших участников образуют новую метал-группу Hexenhaus. В начале 1990-х годов Мартин начал экспериментировать с драм-машиной для создания музыки. В 1991 году он встретил Юхана Ренка, более известного под сценическим псевдонимом Stakka Bo, и ещё больше заинтересовался танцевальной музыкой. Вместе они выпустили несколько синглов под псевдонимом «E-Type & Stakka Bo». Примерно в то же время он работал в качестве VJ на ZTV.
Псевдоним E-Type взят по названию модели автомобиля Jaguar E-type.
В интервью 1993 года E-Type и Stakka Bo признались, что они решили прекратить свою совместную работу, чтобы развиваться в различных музыкальных направлениях. В середине 1993 года Мартин Эрикссон выпустил свой первый сольный сингл «I’m Falling», не достигший коммерческого успеха.

### Успех
Настоящий успех пришёл год спустя, когда на него обратили внимание такие известные шведские продюсеры как Денниз Поп, Макс Мартин и Amadin. Летом 1994 года он вместе с Наной Хедин выпускает песню «Set The World On Fire», которая взлетела в шведских чартах (№ 1 в танцевальном чарте и № 2 в чарте продаж) и вскоре стала золотой. Следующий сингл «This Is The Way» достиг первого места в чарте продаж. В ноябре 1994 вышел дебютный альбом «Made In Sweden», достигший второго места в музыкальных чартах в Швеции.
Помимо двух уже упомянутых песен, отдельными синглами с этого альбома были выпущены также композиция «Russian Lullaby» и баллада «Do You Always (Have To Be Alone)».
Женские вокальные партии в композициях E-Type исполняли такие скандинавские вокалистки, как Нана Хедин, Тереза Лоф (бывшая участница поп-группы «One More Time») и Линда Андерссон (швед. Linda Andersson), бэк-вокал обеспечивали Мартина Эдофф (швед. Martina Edoff) и Анни Кратц-Гютто (англ. Anni Krats-Gutto). Танцовщицей в клипах группы была Дильнарин Демирбаг. В марте на фестивале шведской танцевальной музыки (Swedish Dance Music Awards) они выиграли 3 награды: «Лучший исполнитель», «Лучшая песня» и «Новичок», а Денниз Поп вторично в своей карьере получил приз как лучший продюсер. Затем группа отправилась в тур по странам Азии.
1996 год E-Type и команда продюсеров провели в работе над вторым альбомом «Explorer», который был выпущен в Швеции 23 октября. Альбом был продан тиражом более 20 000 экземпляров.
В 1997 году группа делает большой тур по России. Фильм о гастролях позднее вышел на российском ТВ.
В 1998 году выходит третий альбом «Last Man Standing» с хитами «Angels Crying», «Here I Go Again» и «Princess Of Egypt».
В 2000 году E-Type записывает сингл «Campione 2000», который становится официальной песней Чемпионата Европы по футболу.
В 2001 году 12 ноября E-Type выпустил свой новый сингл «Life». Предстоящий выпуск альбома под названием «Euro IV Ever» был отложен до конца 2001 года. В итоге, он вышел 25 ноября, в большинстве треков с женским вокалом пела Нана Хедин. Макс Мартин, Rami и E-Type спродюсировали альбом «Loud Pipes Save Lives» в 2004 году, и выпустили его 24 марта. В начале апреля «Paradise» достиг № 11 в Финляндии и вошёл в финский танцевальный чарт на № 28 позиции.
14 мая 2007 года он выпустил новый сингл под названием «True Believer». В этом году также вышел новый альбом «Eurotopia». На нём главные женские вокальные партии впервые принадлежали не Нане Хедин: у неё в 2009 году был обнаружен рак языка, и ей пришлось на время покинуть сцену.
В январе 2011 года E-Type выпустил новый сингл «Back 2 Life». Эта композиция не похожа на классические хиты шведского музыканта: она выполнена скорее в стиле «поп» и в ней отсутствует привычный женский бэк-вокал, хотя энергетика E-Type по-прежнему ощущается. Несколько позже Мартин представил видеоклип на этот трек, съемки которого проходили на Кубе. «Я снова пишу музыку, заканчиваю книгу, над которой работал около двух лет, хочу снова рисовать картины. Я возвращаюсь к активной жизни и надеюсь, что скоро вновь посещу Россию!», — говорит E-Type. Трек был активно встречен представителями рекорд-индустрии. Контракты на релиз сингла в Великобритании, Франции, Германии, Австрии, США, Италии и Греции говорят о большом кредите доверия и уверенности профессионалов в успехе очередного хита от E-Type.
В 2019 году Мартин выпустил новый сингл «Ride the Lightning». Он вновь не содержал женского вокала, но был более похож на привычное творчество E-Type. В чарты песня не попала.

### Dampf
В 2022 году Мартин основал метал группу Dampf и представил первый альбом «The Arrival». В записи принимали участие Томми Юханссон из Sabaton, Юхан Хегг из Amon Amarth, Понтус Норгрен из HammerFall, а также известный музыкальный продюсер Shellback, Фредрик Меландер из Bathory, Тобиас Бьерло и др. На композиции The Other Side и Who Am I были сняты видеоклипы. В 2024 году группа выпускает второй альбом «No Angels Alive», предваренный выходом двух синглов — заглавного трека и «Masquerade», на которые были также сняты клипы.

## Личная жизнь
E-type содержит ферму (на 2022 год продана) и несколько приютов для бездомных животных, регулярно жертвуя средства на помощь животным, пострадавшим от плохого отношения людей.
У него есть 2 ресторана в Стокгольме: Aifur — заведение исконно скандинавской кухни в стиле викингов и Lasse i gatan — паб в пиратском сеттинге.
Мартин увлекается стрельбой по летящим мишеням, исторической реконструкцией, строительством. Принимал участие в создании The Viking City of Birka на одноимённом острове. Им были созданы и записаны несколько композиций, вошедшие в официальный сборник Birka the soundtrack.
В разное время состоял в байкерском клубе, Совете по красоте Швеции, является другом короля Швеции Карла XVI Густава
С 2022 года Мартин состоит в отношениях со шведской писательницей, специалистом по проблемам детей, альтруисткой и деятельницей Мелиндой Джейкобс. В начале 2023 года у них родилась дочь. Для Мартина это первый ребёнок, для Мелинды уже четвёртый.16 сентября 2023 года они поженились.
E-type является автором книги Sveakampen, сюжет которой лег в основу одноимённой компьютерной игры.
E-type поддерживает дружеские отношения с огромным количеством рок и метал музыкантов, часто многие из них принимают участие в концертных выступлениях Мартина, а некоторые становятся временными участниками его коллектива. В клипах исполнителя можно увидеть Микки Ди из Motörhead, Marcus Jidell и др.

## Студийные альбомы
| Год  | Альбом                  | Швеция | Финляндия | Норвегия |
| ---- | ----------------------- | ------ | --------- | -------- |
| 1994 | «Made In Sweden»        | 2      | -         | -        |
| 1996 | «The Explorer»          | 5      | -         | -        |
| 1998 | «Last Man Standing»     | 1      | 1         | 2        |
| 2001 | «Euro IV Ever»          | 2      | 3         | 7        |
| 2004 | «Loud Pipes Save Lives» | 2      | 13        | 17       |
| 2007 | «Eurotopia»             | 10     | -         | -        |
|      |                         |        |           |          |
| 2011 | «Tolkningarna»          |        |           |          |

## Синглы
| Год  | Сингл                                       | Швеция | Бельгия | Финляндия | Франция | Нидерланды | Норвегия | Швейцария | Европа | Billboard |
| ---- | ------------------------------------------- | ------ | ------- | --------- | ------- | ---------- | -------- | --------- | ------ | --------- |
| 1991 | «We Got the Atmosphere» вместе со Stakka Bo | -      | -       | -         | -       | -          | -        | -         | -      | -         |
| 1992 | «Numania 1» вместе со Stakka Bo             | -      | -       | -         | -       | -          | -        | -         | -      | -         |
| 1993 | «I’m Falling»                               | -      | -       | -         | -       | -          | -        | -         | -      | -         |
| 1994 | «Set the World on Fire»                     | 2      | -       | -         | 13      | 48         | -        | -         | -      | 22        |
| 1994 | «This Is the Way»                           | 1      | -       | -         | 14      | 26         | -        | -         | -      | 15        |
| 1995 | «Do You Always (Have To Be Alone)?»         | 13     | -       | -         | -       | -          | -        | -         | -      | -         |
| 1995 | «So Dem a Com» France only                  | -      | -       | -         | -       | -          | -        | -         | -      | -         |
| 1995 | «Russian Lullaby»                           | 45     | -       | -         | 35      | -          | -        | -         | -      | -         |
| 1995 | «Set the World on Fire '95»                 | -      | -       | -         | -       | -          | -        | -         | -      | -         |
| 1996 | «Free Like a Flying Demon»                  | 1      | -       | -         | -       | -          | -        | -         | -      | -         |
| 1996 | «Calling Your Name»                         | 4      | -       | -         | -       | -          | -        | -         | -      | 17        |
| 1997 | «Back in the Loop»                          | 10     | -       | 20        | -       | -          | -        | -         | -      | -         |
| 1997 | «I Just Wanna Be With You»                  | 10     | -       | 15        | -       | -          | -        | -         | -      | -         |
| 1997 | «You Will Always Be a Part of Me»           | 30     | -       | -         | -       | -          | -        | -         | -      | -         |
| 1998 | «Angels Crying»                             | 2      | -       | 2         | -       | 45         | 2        | -         | -      | -         |
| 1998 | «Here I Go Again»                           | 1      | -       | 1         | 25      | 72         | 3        | -         | -      | -         |
| 1999 | «Princess of Egypt»                         | 9      | -       | -         | -       | -          | -        | -         | -      | -         |
| 1999 | «Hold Your Horses»                          | 26     | -       | -         | -       | -          | -        | -         | -      | -         |
| 2000 | «Megamix» не издан                          | -      | -       | -         | -       | -          | -        | -         | -      | -         |
| 2000 | «Campione 2000»                             | 2      | 40      | -         | 66      | 3          | 9        | 61        | -      | -         |
| 2000 | «Es Ist Nie Vorbei» вместе с Blümchen       | 28     | -       | -         | -       | -          | -        | -         | -      | -         |
| 2001 | «Life» feat. Na Na                          | 1      | -       | 16        | -       | -          | 3        | -         | -      | -         |
| 2002 | «Africa» feat. Na Na                        | 5      | -       | 13        | -       | -          | -        | -         | -      | -         |
| 2002 | «Banca Banca»                               | 32     | -       | -         | -       | -          | -        | -         | -      | -         |
| 2004 | «Paradise» feat. Na Na                      | 2      | -       | 11        | -       | -          | 11       | -         | 32     | -         |
| 2004 | «Camilla»                                   | -      | -       | -         | -       | -          | -        | -         | -      | -         |
| 2004 | «Olympia»                                   | 4      | -       | -         | -       | -          | -        | -         | 52     | -         |
| 2005 | «The Predator / Far Up in the Air»          | 43     | -       | -         | -       | -          | -        | -         | -      | -         |
| 2007 | «True Believer»                             | 1      | -       | 3         | -       | -          | -        | -         | 43     | -         |
| 2007 | «Eurofighter»                               | 17     | -       | -         | -       | -          | -        | -         | -      | -         |
| 2008 | «Line of Fire» вместе с The Poodles         | 3      | -       | -         | -       | -          | -        | -         | -      | -         |
| 2011 | «Back 2 Life»                               | -      | -       | -         | -       | -          | -        | -         | -      | -         |
| 2019 | «Ride the Lightning»                        |        |         |           |         |            |          |           |        |           |

## Каверына E-Type
| Год  | Композиция              | Группа                        | Альбом                          |
| ---- | ----------------------- | ----------------------------- | ------------------------------- |
| 2001 | «Morning light»         | A*Teens                       | Teen Spirit                     |
| 2006 | «Set the World on Fire» | Slaughter 2017                | In The Name Of Equality (SP)    |
| 2009 | «Set the World on Fire» | Xe-NONE                       | Dance Inferno Resurrection (EP) |
| 2010 | «Set the World on Fire» | Everlost                      | Путь непокорных                 |
| 2011 | «Back in the Loop»      | Xe-NONE                       | -                               |
| 2016 | «Angels Crying»         | Solar Crown                   | Butterfly (SP)                  |
| 2018 | «Princess of Egypt»     | Zmey Gorynich                 | Mother Russia                   |
| 2019 | «Here I Go Again»       | Игорь Сахаров aka Even Blurry | -                               |
| 2024 | «Russian Lullaby»       | Gabriel Darnel                | -                               |